# عبد القادر زمامة

## عبد القادر بن محمد زمامة
من العلماء والكتاب المغاربة الذين أغنوا القرن العشرين بأبحاثهم ومؤلفاتهم وتحقيقاتهم، تجاوز سنّه المائة، فهو من مواليد 5 رجب 1338هـ الموافق 25 مارس 1920م بمدينة فاس
حيث تلقى تدريسه الابتدائي والثانوي، ثم التحق بجامعة القرويين فنال بها شهادة العالمية.
– حاصل على دبلوم الدراسات العليا في اللغة العربية وآدابها من كلية الآداب بالرباط سنة 1974م
– عمل أستاذا بكلية الآداب بفاس، تخرج على يده بها كثير من الباحثين. 
– له مشاركات في عدة ندوات داخل المغرب وخارجه، ومقالاته المتنوعة بمجلات مغربية ومشرقية، وكان من أوائل أقلام مجلة دعوة الحق المغربية التي بدأ إصدارها بعد استقلال المغرب سنة 1376ه /1957م من قِبل وزارة الأوقاف والشؤون الإسلامية إلى جانب إخوانه العلماء والمفكرين المغاربة أمثال: عبد الله كنون، علال الفاسي، عبد الوهاب بن منصور، محمد بن تاويت الطنجي، محمد المختار السوسي، محمد إبراهيم الكتاني، محمد المكي الناصري، محمد المنوني، الحسن الحجوي الثعالبي، محمد زنيبر، وغيرهم.

## مؤلفاته
له كتب منها:
– أبو الوليد بن الأحمر، الدار البيضاء، دار المغرب للتأليف والترجمة والنشر، 1979م.
– الأمثال المغربية دراسات ونصوص، صدر عن دار القلم للطباعة والنشر والتوزيع بالرباط، في طبعة أولى، 2010م.
– الحلل الموشية في ذكر الأخبار المراكشية لابن سماك المالقي، بالاشتراك مع الدكتور سهيل زكار. الدار البيضاء : دار الرشاد الحديث , 1979م.
أما مقالاته في بطون المجلات والدوريات فهي كثيرة، ومنها:
الوجادات: وهي سلسلة مقالات في مختلف الفنون، اقتطفها من مطالعاته للكتب نشرت في مجلة دعوة الحق، قال في أولها وفقه الله: في تاريخنا الفكري والأدبي زهرات لا تتذوى، وصور حية لا تبلى، والباحث الدارس تقع عينه في كل يوم على مقتطفات غضة في العلم والأدب واللغة فيقف عندها وقفة تأمل وإعجاب، فإذا جاوز ذلك إلى تسجيلها في مذكرات والاحتفاظ بها فقد أدى واجبه نحو نفسه…؟ وهناك من يتجاوز ذلك إلى حد النشر والإذاعة بين الناس.. ولا يحتفظ بذلك لنفسه فقط.. وقد سجل تاريخنا البعيد والقريب عددا من الأعلام أسهموا في هذا الميدان بنصيب يذكر فيشكر.. وجريا على هذا السنن ننشر هذه ((الوجادات)) فإن حازت قبولا فذلك ما نتمنى وإن كانت الأخرى فليعلم القارئ الكريم أنها مجرد ((وجادات))
- أبو عمران الغفجومي، أول مفكر في تأسيس دولة المرابطين، مجلة دعوة الحق، العدد 300 ربيع 1-ربيع 2 1414هـ/ شتنبر -أكتوبر 1993م.
- مع الخليل بن أحمد، إمام العربية ورائد مؤلفي المعاجم، مجلة مجمع اللغة العربية بدمشق، مجلد 74، عدد 2، 1419هـ/ 1999م، ص 259- 268.
- من أعلام القرن التاسع الهجري: أبو الطيب تقي الدين الفاسي المكي المؤرخ المحدث.
- من التراث الأندلسي: المقامات اللزومية في إنشاء أبي الطاهر السرقسطي.
- متى وأين تصوف لسان الدين بن الخطيب؟ مجلة دعوة الحق، عدد 143.
- التنمية الثقافية في المغرب.
- من مساجد فاس، مسجد اللبارين.
- خلفيات تاريخية وجغرافية لتأسيس مدينة الصويرة على عهد السلطان سيدي محمد بن عبد الله.
- تارودانت في أقلام المؤرخين إلى نهاية العصر السعدي.
- بين البخاري ومسلم.
– المفاخر العلية والدرر السنية في الدولة العلوية الحسنية.
- القضية المغربية في معترك العلاقات الدولية وانعكاساتها الداخلية، من سنة 1904م إلى 1912م.
- الرحلة المغربية، صلة علم وحضارة.
- مع أبي سالم العياشي في رحلته إلى المشرق.
- الرحالتان السبتيان : ابن رشيد والتجيبي.
- مع أبي الحسن التمكروتي في رحلته إلى القسطنطينية.
- من آثار أثير الدين أبي حيان النفزي الأندلسي
- اكتشاف نصّ جديد من كتاب البيان المغرب في اختصار أخبار ملوك الأندلس والمغرب يتعلق بتاريخ الموحدين.
- القاضي عياض: منهاج في العلم وقدوة في السلوك.
- شاعر الأندلس يحيى بن حكم البكري الغزال، 156- 250 هـ، 772- 864 م، المناهل، السنة الثانية، العدد الرابع،1975م، ص149 - 165.
- رحلة من القرن 13هـ- 19م: “رحلة المنى والمنة” لجامعها ومنشئها الطالب أحمد المصطفى بن طوير الجنة.
- مهرجانات مصارعة الحيوانات في غرناطة وفاس.المناهل العدد 6 تاريخ الإصدار 1 يوليو 1976.
- كتاب التشبيهات لابن أبي عون.
-  أسماء الحِرَف المعروفة في مدينة فاس، نشره في المجلد الصغير الذي يشتمل على عدة مقالات في مواضيع مختلفة والذي أصدرته وزارة الشؤون الثقافية والتعليم الأصلي، وقد صدر على قسمين في المجلد الرابع والسابع من اللسان العربي الذي ينشره المكتب الوطني لتنسيق التعريب في العالم العربي.
- كلمات وإشارات سلسلة مقالات نشرها في مجلة دعوة الحق.
وفاته
توفي في شهر صفر 1441هـجرية الموافق لشهر أكتوبر سنة 2019م.